# Laugavegur

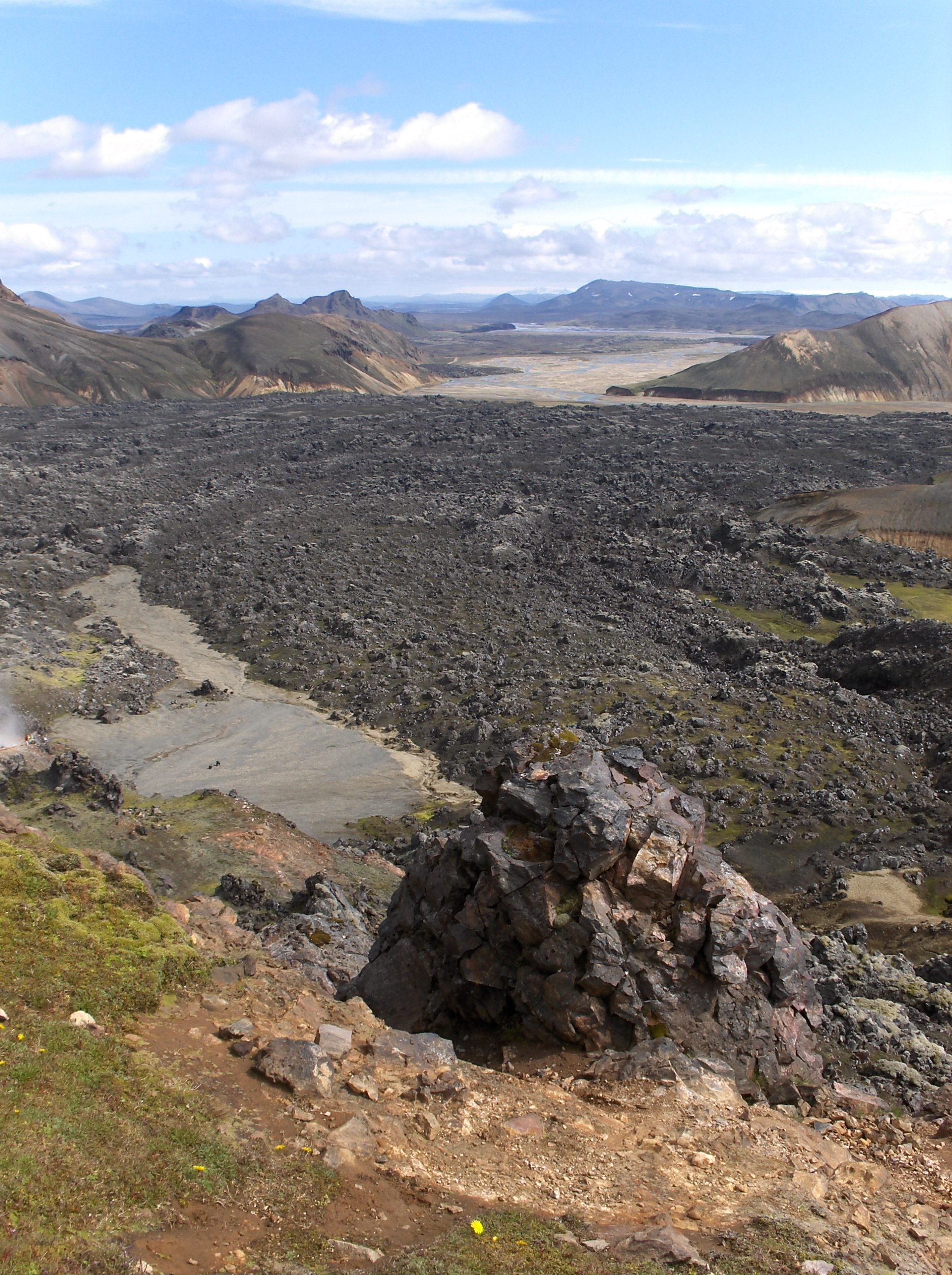
Laugahraun

De Laugavegur (warmebronnenweg in het IJslands) is een vierdaagse trektocht en langeafstandswandelpad van Landmannalaugar naar Þórsmörk. Het is de drukst belopen route in IJsland, waardoor IJslanders vaak de associatie maken met de drukste winkelstraat van Reykjavik, die ook Laugavegur heet (een van de zijstraten van die winkelstraat is de Skólavörðurstigur. Van de wandelroute tussen Landmannalaugar en Þórsmörk gaat een aftakking naar Torfajökull en analoog aan de straten van Reykjavik heet die wandelroute dan ook de Skólavörðurstigur).
De route kan eventueel verlengd worden met een één tot twee dagen durende voettocht van Þórsmörk via de pas Fimmvörðuháls (1100 m) naar Skógar. De route is gemarkeerd met paaltjes en sommige rivieren zijn overbrugd, zoals de Kaldaklofskvísl, de Innri-Emstruá en de Fremri-Emstruá, alle drie woeste gletsjerrivieren, afkomstig van de Mýrdalsjökull. Andere rivieren moeten te voet worden doorwaad. De route wordt veel gelopen, aangezien er veel verschillende landschappen te zien zijn. Er zijn berghutten langs de route, waar overnacht kan worden en waar ook gekampeerd mag worden. Elders op de route is kamperen verboden. Zowel het beginpunt als het eindpunt is met de bus te bereiken. De gehele route is ongeveer 55 kilometer lang.
De capaciteit van de hutten is beperkt; mensen die er gebruik van willen maken doen er verstandig aan om van tevoren te reserveren. Alle wandelaars worden gevraagd om bij vertrek en aankomst een register te tekenen. Bij mooi weer is de route over het algemeen niet heel moeilijk te belopen, maar men moet er rekening mee houden dat die weersomstandigheden niet altijd optimaal zullen zijn: dichte mist, sterke wind en regen zijn niet ongewoon. Zelfs in de zomer kan het soms sneeuwen. De waterstand van de rivieren die doorwaad moeten worden kan erg variëren. 

## Landmannalaugar - Hrafntinnusker (10,3km)

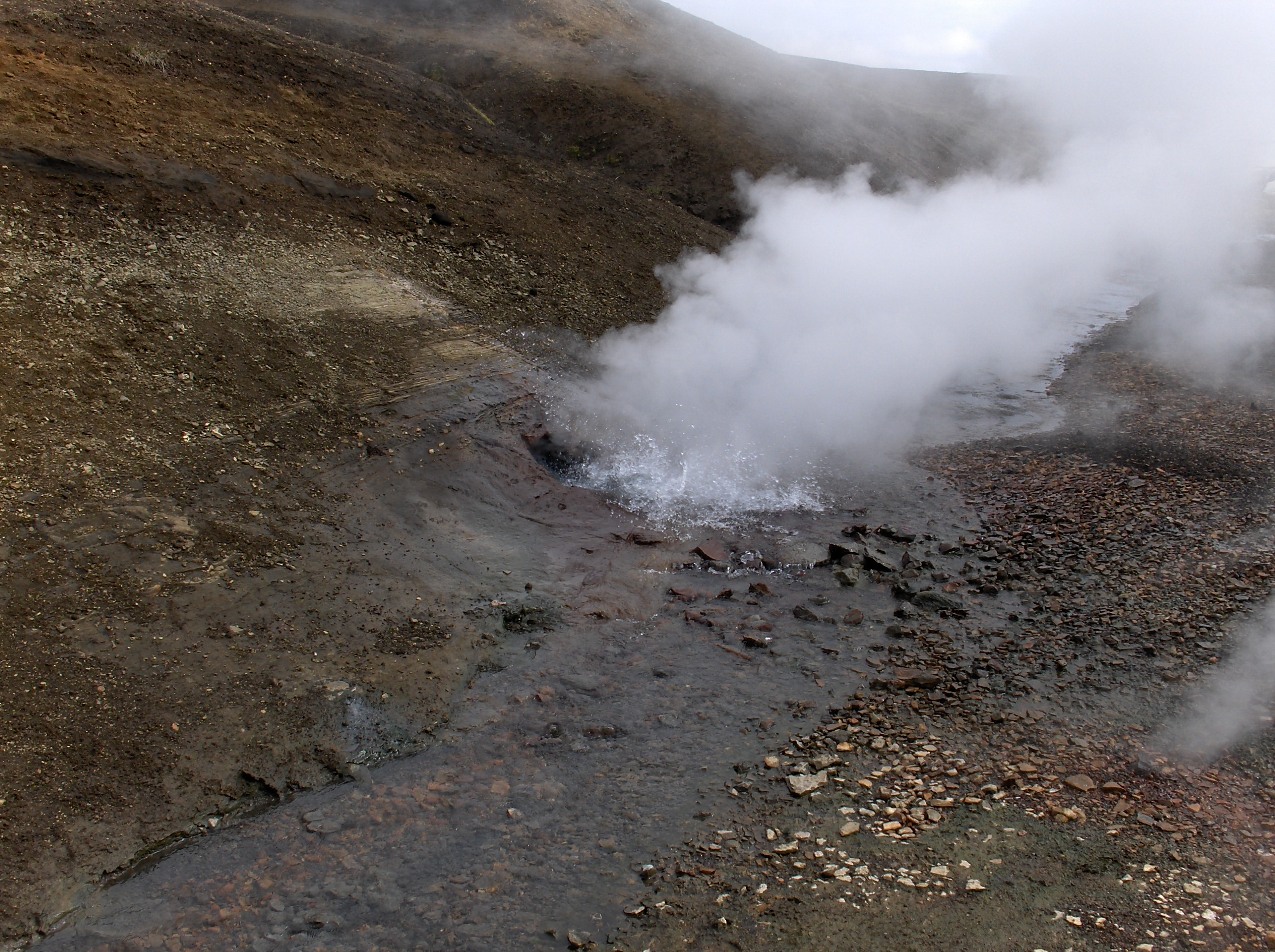
Stórihver

Deze tocht begint in Landmannalaugar (580 m) met een klim over een lavaveld, het Laugahraun ("hraun" is IJslands voor lava). Daarna vervolgt de klim over een bergrug van de Brennisteinsalda door een gebied met gekleurd ryolietgesteente en warme bronnen. Na de klim volgt een hoogvlakte met eeuwige sneeuw. Halverwege de hoogvlakte bevindt zich de zeer luidruchtige geiser Stórihver, waarin kokend heet water woest rondtolt. Aan het einde van de hoogvlakte is obsidiaan te vinden. Er volgt een pas, een kleine afdaling en dan is er de berghut van de FÍ in Hrafntinnusker (1070 m). In de buurt van Hrafntinnusker ("Hfantinnu", letterlijk "raven-kleur", is IJslands voor obsidiaan) is nog een ijsgrot te zien. Het merendeel van de wandelaars slaan deze eerste hut - die relatief hoog ligt waardoor deze minder geschikt is als kampeerplaats - over en lopen door tot Álftavatn.

## Hrafntinnusker - Álftavatn (11,3km)

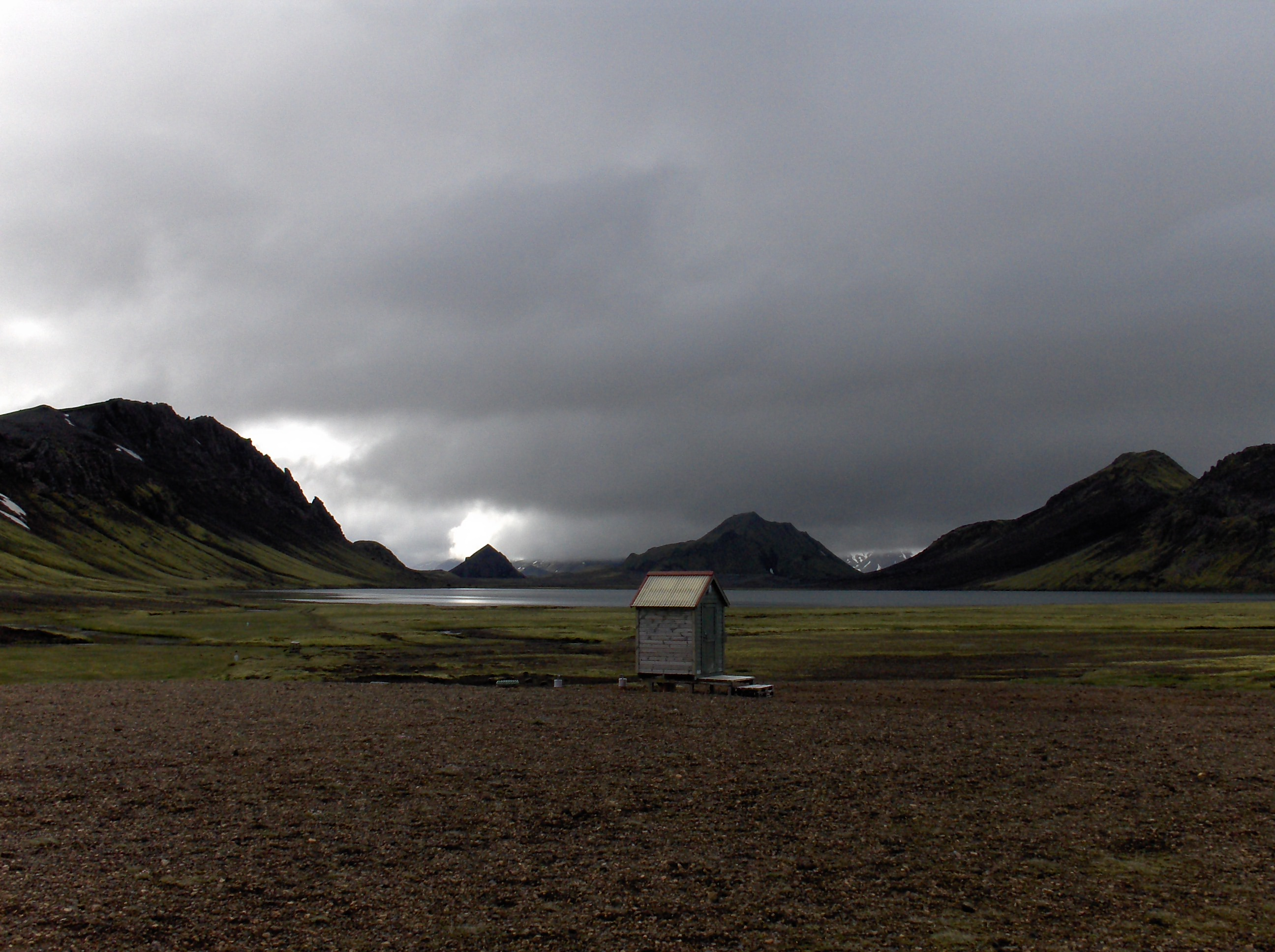
Álftavatn

Deze tocht begint met een stuk van ongeveer 2,5 uur over een hoogvlakte met sneeuwvelden en zand. Het zand heeft veel verschillende kleuren, van zwart tot rood tot blauw. Deze kleuren zijn ontstaan doordat mineralen, die opgelost waren in stoom, nu zijn neergeslagen op de zwarte zandkorrels. Na de hoogvlakte volgt er een korte steile afdaling naar een met vooral mos begroeide groene vallei. Na het oversteken van een kleine rivier komt de wandelaar bij Álftavatn ("Zwanenmeer"). Hier liggen twee berghutten van de FÍ aan het rustige meer (540 m), ingesloten door groene bergen.

## Álftavatn - Emstrur (16,2km)

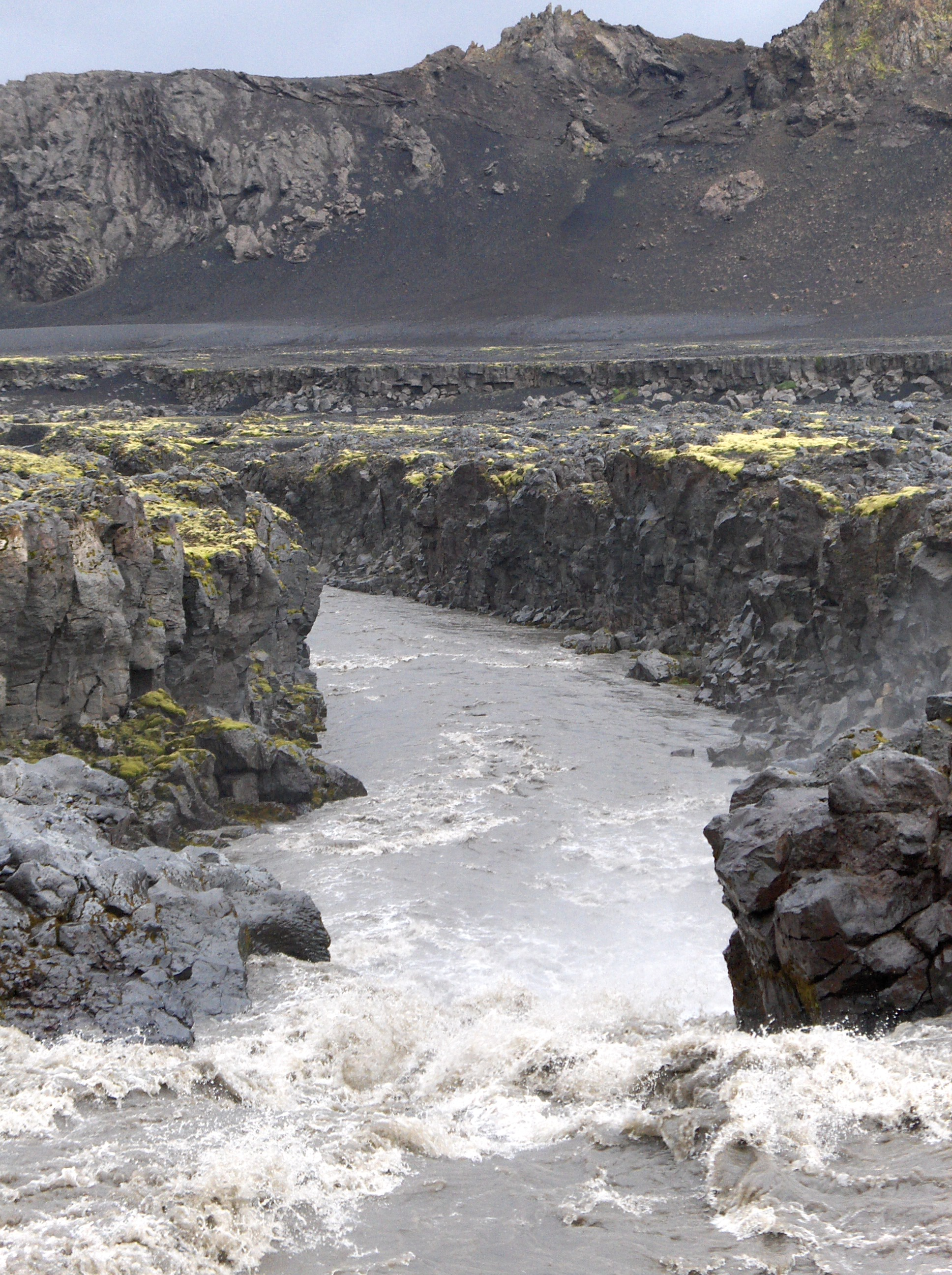
Innri-Emstruá

Vanaf hier is het een uur lopen naar de hut in Hvanngil. Hiervoor moeten twee rivieren doorwaad worden. Het pad volgt er een jeepspoor. De tocht gaat verder met een klein stukje over het Hvannagilshraun lavaveld. Dan volgt een brug over de woeste gletsjerrivier Kaldaklofskvísl. Een stukje verder is weer een brede ondiepe, maar koude gletsjerrivier die doorwaad moet worden, de Bláfjallakvísl. Vervolgens is er nog een brug over de wild kolkende Innri-Emstruá rivier die zich in het basalt heeft uitgesleten en een kloof vormt. Daarna begint de doorkruising van de zandvlakte Mælifellsandur. Dit is een spoelzandvlakte van de Mýrdalsjökull waar het erg hard kan waaien. De tocht gaat zonder enig hoogteverschil rechtdoor. In Emstrur staan weer hutten van de FÍ. Een kilometer ten westen van deze hutten stroomt de rivier Markarfljót door een spectaculaire canyon.

## Emstrur - Þórsmörk (16,2km)

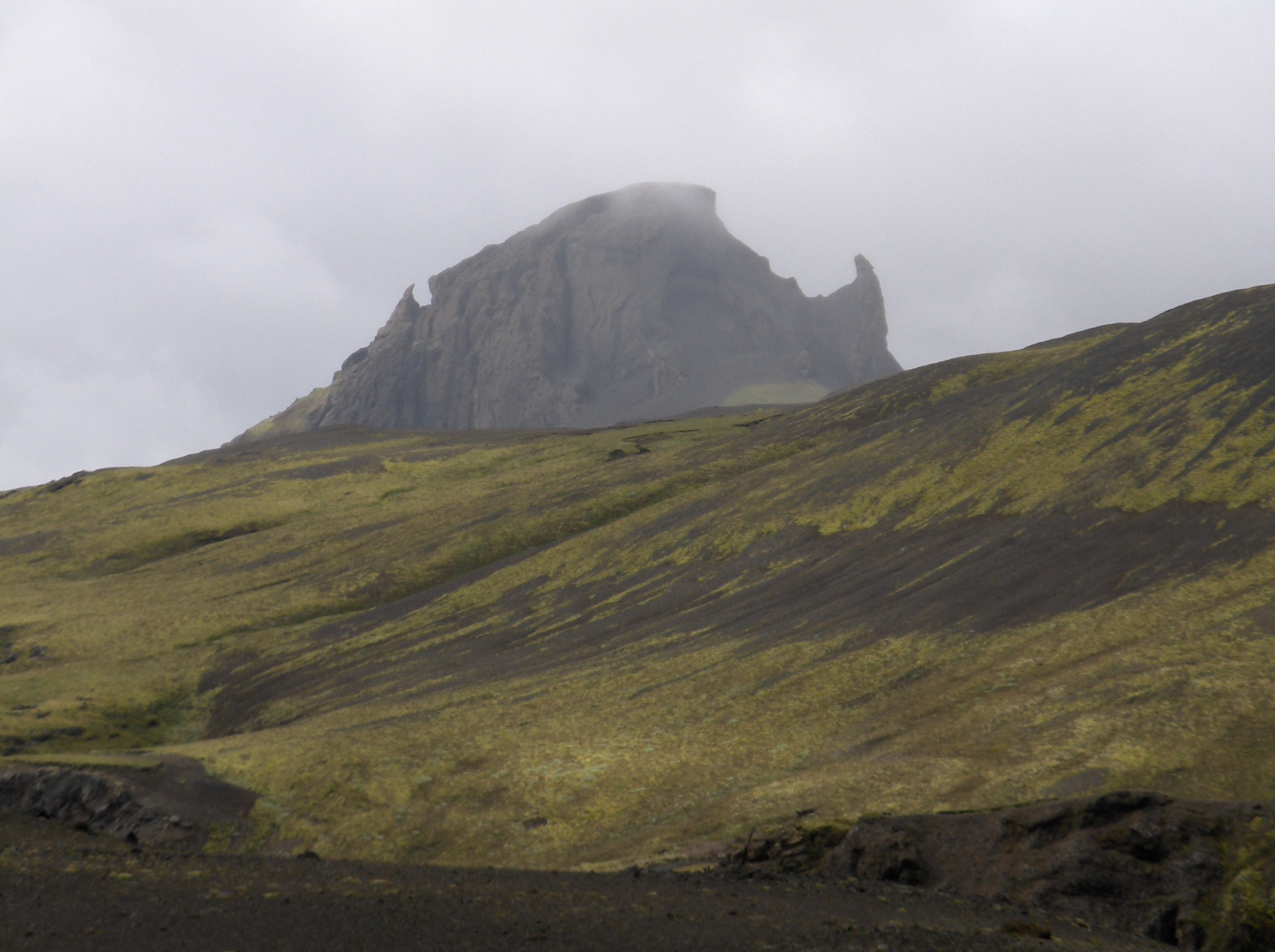
Einhyrningur

Deze tocht begint met een afdaling naar een brug over de Fremri-Emstruá, een gletsjerrivier van de Entujökull (een gletsjertong van de Mýrdalsjökull) die zich onder de brug diep in de basalt heeft ingesneden. Wat verder op mondt deze rivier uit in de Markarfljót, die daar een diepe kloof vormt. Het pad komt hier op een vrij vlak terrein. Aan de overkant van de Markarfljót is de Einhyrningur ("eenhoorn") te zien. Dat is een rots die van de ene kant op een eenhoorn, en van de andere kant op een drakar lijkt. Achter deze rots ligt de Tindfjallajökull-gletsjer. Dit is een vergletsjerde oude vulkaan, waarvan een deel van de krater door de kracht van een uitbarsting is weggeblazen, wat goed te zien is aan de hoefijzervorm van de berg. Na de brede Þröngá te hebben doorwaad, komt de wandelaar in de bossen van Þórsmörk aan. Dit bos is een van de weinige in IJsland waar lage bomen staan, vooral berken. Dat hier een bos kan groeien komt doordat het gebied is omgeven door hoge bergen die het tegen kou beschutten. Bovendien ligt het bos tussen de twee grote rivieren Þröngá en Krossá ingeklemd, waardoor het beschermd is tegen schapen die de vegetatie kunnen verwoesten. Deze rivieren vormen een niet te nemen hindernis voor de schapen die overal op IJsland los rondlopen. In Þórsmörk staan meerdere hutten, een restaurant en een kiosk.

## Ultramarathon Laugavegur
Dit is een marathon die de gehele route omvat en in het midden van juli gelopen wordt. De snelste tijd aller tijden bij de mannen is van de IJslander Björn Margeirsson (in 4:19.55 uur in 2012), en bij de vrouwen de Schotse Angela Mudge (in 5:00:55 uur in 2012).